# Mod Sun
Mod Sun, pseudonimo di Derek Ryan Smith (Bloomington, 10 marzo 1987), è un cantautore e musicista statunitense.
Precedentemente batterista per i Four Letter Lie e gli Scary Kids Scaring Kids, a partire dal 2011 ha dato il via a una carriera da solista nel corso della quale ha pubblicato cinque album in studio e altri progetti, oltre ad aver collaborato con artisti come Avril Lavigne e Machine Gun Kelly.

## Biografia

### Esordi, band
Smith ha trascorso l'infanzia tra Bloomington e Long Beach, rispettivamente città di sua madre e di suo padre, a causa del loro divorzio. Debutta nel mondo della musica nel 2004, anno in cui diventa batterista dei Four Letter Lie: rimarrà all'interno del gruppo fino al 2009, comparendo quindi nei primi 3 album del gruppo. Dal 2009 al 2010 svolge il medesimo ruolo all'interno di un'altra rockband, gli Scary Kids Scaring Kids: il gruppo non pubblica musica in questo periodo, dunque Smith suona con loro per soli spettacoli dal vivo. La band si scioglie nel 2010 per poi riunirsi nel 2020: Smith non prende tuttavia parte alla reunion.

### Solista
Smith assume lo pseudonimo di Mod Sun e inizia a pubblicare musica come interprete già nel 2009, anno in cui rilascia vari mixtape. Fra 2010 e 2012 pubblica 3 EP come artista indipendente o attraverso label minori, attirando così le attenzioni della Rostrum Records, con firma un contratto discografico. L'artista pubblica il suo album di debutto Look Up il 10 marzo 2015, riuscendo a raggiungere la vetta della classifica Billboard Top Heatseekers e la numero 106 nella Billboard 200. Nel 2017 l'artista ha pubblicato i successivi due album Movie e BB, per poi dedicarsi negli anni successivi alla sola pubblicazione di singoli.
Nel 2020 annuncia di essere al lavoro sul suo quarto album e pubblica i singoli Karma, il cui video è diretto da Machine Gun Kelly, e Bones; Mod Sun e Machine Gun Kelly collaborano vocalmente anche al singolo Stay Away. L'8 gennaio 2021 pubblica il singolo Flames in collaborazione con la cantante canadese Avril Lavigne.  Il 12 febbraio 2021 pubblica il suo quarto album in studio Internet Killed the Rockstar. Nel 2022 pubblica diversi singoli da solista e alcune collaborazioni con artisti come Bryce Vine e Two Friends.
Nel 2023 pubblica il suo quinto album da solista God Save the Teen, che include nuovamente una collaborazione con Avril Lavigne in Shelter.

### Carriera letteraria
Dopo aver scritto la propria autobiografia Did I Ever Wake Up nel 2012, Smith ha intrapreso una carriera letteraria in qualità di poeta pubblicando due raccolte di poesie firmate con lo pseudonimo di Mod Sun: My Dear Pink (2015) e So Long Los Angeles (2018).

## Vita privata
Mod Sun è stato oggetto di attenzione mediatica per relazioni con note star statunitensi: dapprima la cantante Demi Lovato, poi l'attrice Bella Thorne,, successivamente con Tana Mongeau e infine con Avril Lavigne, concludendo la relazione con quest'ultima nel febbraio 2023 nonostante una promessa di matrimonio ufficializzata nel corso del 2022.

## Discografia

### Album
- 2015 – Look Up
- 2017 – Movie
- 2017 – BB
- 2021 – Internet Killed the Rockstar
- 2023 – God Save the Teen

### EP
- 2010 – The Hippy Hop EP
- 2011 – In MOD We Trust
- 2012 – Happy as Fuck

### Mixtape
- 2009 – I'll Buy Myself
- 2009 – Let Ya Teeth Show
- 2009 – How to Make a MOD SUN
- 2011 – Health, Wealth, Success, & Happiness
- 2011 – Blazed by the Bell
- 2012 – First Take

### Singoli
- 2010 – Need That
- 2011 – Paradisity
- 2012 – All Night, Every Night (feat. The Ready Set)
- 2012 – Save (feat. Ab-Soul, Rich Hil & Metasota)
- 2013 – My Hippy
- 2014 – 1970
- 2015 – Howlin' at the Moon
- 2015 – Pound on the Way
- 2018 – Runaway
- 2018 – Burning Up
- 2019 – Psycho Smile
- 2019 – Tell Me All Your Secrets
- 2019 – Blue Cheese
- 2019 – Selfish
- 2019 – Shoulder
- 2019 – Amen
- 2019 – Tipi/2005 Flex Up
- 2019 – I Remember Way Too Much
- 2019 – Uppers & Downers
- 2020 – Stay Away (feat. Machine Gun Kelly)
- 2020 – Karma
- 2020 – Bones
- 2021 – Flames (feat. Avril Lavigne)
- 2021 – Heavy (feat. Blackbear)
- 2021 – Down (feat. Travis Barker)
- 2022 – Rich Kids Ruin Everything
- 2022 – Perfectly Imperfect
- 2022 – Battle Scars
- 2022 – SEXOXO (feat. Charlotte Sands)
- 2023 – Strangers

## Opere letterarie
Non-fiction
- (EN)  Did I Ever Wake Up?, 2012

Poesia
- (EN)  My Dear Pink, 2015
- (EN)  So Long Los Angeles, 2018

Diari
- (EN)  Happy to Be Here, 2015
- (EN)  Happy to Be Here Pt. 2, 2016
- (EN)  Happy to Be Here Pt. 3, 2019